# Сіккімський національний конгрес
Сіккімський національний конгрес (англ. Sikkim National Congress, SNC) — колишня політична партія незалежної країни, а потім індійського штату Сіккім. SNC була заснована в 1961—1962 роках в результаті злиття партій Свантара Дал, Радж'я Праджа Саммелан та вихідців з головних партій того часу Конгресу штату Сіккім і Сіккімської національної партії, її першим президентом був Казі Лхендуп Дорджі Кханґсарпа.
SNC представляла всі етнічні групи Сіккіму, це була перша партія, що не позиціонувала себе за національною ознакою. SNC виступала проти сіккімської монархії та виступала за демократичні реформи.
В квітні 1973 року з партією злилася партія Конгрес Сікккім Джаната. В 1974 на перших демократичних виборах партія отримала контроль над урядом, отримавши 31 з 32 місць в парламенті нового штату. Після входження Сіккіму до складу Індії в 1975 році, партія увійшла до складу загальноіндійської партії Індійський національний конгрес.
| Індія | Це незавершена стаття з географії Індії. Ви можете допомогти проєкту, виправивши або дописавши її. |